# براد ستيفان غريغوري
براد ستيفان غريغوري (بالإنجليزية: Brad Stephan Gregory)‏ هو مؤرخ أمريكي، ولد في 28 مايو 1963 في وودستوك في الولايات المتحدة.